# Léren
Léren település Franciaországban, Pyrénées-Atlantiques megyében. Lakosainak száma 211 fő (2022. január 1.). Léren Sorde-l’Abbaye, Came és Saint-Pé-de-Léren községekkel határos.

## Népesség
A település népességének változása:
| Lakosok száma | 220  | 217  | 222  | 220  | 219  | 218  | 214  | 213  | 211  |
|               | 2013 | 2015 | 2016 | 2017 | 2018 | 2019 | 2020 | 2021 | 2022 |